# Villa Rossi (Noale)
Villa Rossi è un edificio storico di Noale, in provincia di Venezia.
Sorge lungo la strada per Camposampiero, appena fuori le mura cittadine.

## Storia
L'odierna costruzione è il risultato di rimaneggiamenti e ampliamenti che si sono succeduti nel tempo. Essa compare già nella più antica mappa di Noale pervenutaci, risalente al 1683. La raffigurazione mostra solo un volume compatto (l'attuale corpo principale) con le linee tipiche della casa veneziana: a tre livelli, il fronte si caratterizzava per il grande portale d'accesso sovrastato da una bifora (o da trifora) al piano nobile; dal retro salivano tre camini dei quali uno - quello di destra - sussiste in parte tuttora.
Una veduta dei dintorni datata 1779 rappresenta anche il lato nord-ovest della villa. Nell'illustrazione compare anche un'aggiunta di forma parallelepipeda che si allunga verso nord, mentre ancora mancano i loggiati e la torretta. Questi ultimi furono probabilmente innalzati poco dopo, visto che nel catasto napoleonico del 1808 la fascia di terreno tra la villa e il fiume Marzenego risulta edificata.
Nel catasto austriaco del 1841 è attestata una nuova aggiunta con l'ampliamento dell'ala ovest verso nord. In questo periodo, quindi, il complesso doveva aver raggiunto l'attuale conformazione, attestata con precisione nel catasto italiano del 1929.
Per quanto riguarda i proprietari, dalla mappa del 1683 la villa risulta appartenere a Marco Antonio Rossi e alla sua famiglia rimase sino alla fine dell'Ottocento. Venne quindi acquistata dal canonico Giuseppe Menegazzi e divenne sede del collegio femminile "San Giuseppe" gestito dalle suore riparatrici di Milano. Adibita poi a giardino d'infanzia, durante la grande guerra fu requisita e vi fu istituito l'ospedale da campo n. 238. Tra le due guerre divenne nuovamente asilo infantile, ora diretto dalle dorotee, ma nel 1943 tornarono le riparatrici che vi riaprirono il collegio "San Giuseppe". Dal 1959 al 1999 è stata dell'ENAIP che la ha adibita a istituto per la formazione professionale.
Dopo essere stata oggetto di restauro, è divenuta sede di uffici e appartamenti.

## Descrizione

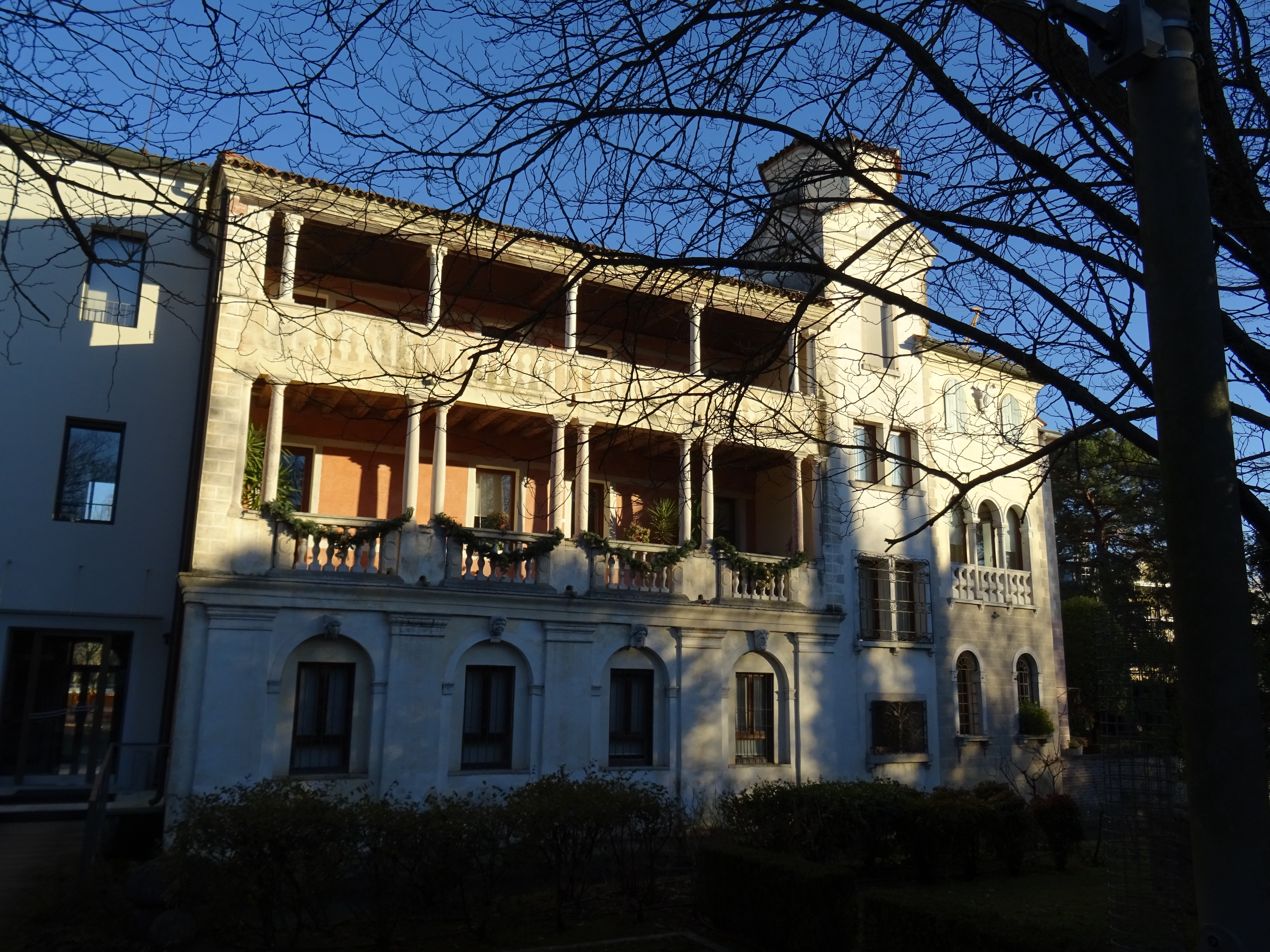
Il lato ovest

La villa presenta oggi una pianta a C con il corpo principale, che dovrebbe essere la parte più antica, corrispondente al lato corto inferiore.
Questa costruzione rivolge il fronte principale a sud e si eleva su tre piani, di cui l'ultimo ammezzato. Gli elementi della facciata si distribuiscono su cinque assi, con quello mediano a fungere da asse di simmetria. Nel complesso risulta piuttosto sobria, infatti l'unico elemento "nobile" è costituito da una trifora con archi a tutto sesto al centro del primo piano, ornata superiormente da una cornice e aperta su un balconcino in pietra. Le rimanenti aperture, rettangolari, sono di gran lunga più semplici.
Per quanto riguarda l'organizzazione degli spazi interni, al centro del primo piano si trova un portego (sala d'ingresso), accessibile dal portale principale o, in alternativa, a quello corrispondente sul fronte nord. Il portego comunica con altre tre stanze, due a destra e una sinistra. Quest'ultima, che introduce al vano scale per raggiungere i piani superiori, presenta due colonne rompitratta, aggiunte probabilmente in seguito alle varie trasformazioni che hanno minato la staticità dell'edificio. Il medesimo schema è ripetuto anche al piano nobile.
Il braccio lungo della C, che si sviluppa verso nord, è costituito da più parti costruite in tempi diversi. La più interessante e quella saldata direttamente al corpo principale con la facciata rivolta a ovest; si articola in realtà in più prospetti, differenti sia dal punto di vista stilistico, sia da quello dei materiali. Il primo è un asse di tre monofore, due ad arco a tutto sesto, l'ultima ogivale. Il secondo è composto da tre livelli e due assi che al secondo piano si fondono in una trifora con archi a tutto sesto; al primo e al terzo piano si aprono due monofore (rispettivamente a sesto pieno e ogivali), con lo stemma lapideo dei Rossi collocato tra le aperture dell'ultimo livello. Successivamente si innalza una torretta a pianta quadrata che contiene il vano scale di cui si è accennato prima; si sviluppa su quattro livelli ed è coronata, su tutti e quattro i lati, da timpani triangolari, il tutto sovrastato da una specie di tiburio a base ottagonale contenente la cupola dell'oratorio privato. La quarta parte è la più interessante per la raffinatezza degli elementi architettonici: presenta infatti due livelli, il primo caratterizzato da archi su pilastri (oggi occlusi) inquadrati da paraste, il secondo da due logge architravate limitate da balaustrate; una loggia è sostenuta da colonne binate pseudo-tuscaniche, l'altra presenta colonne pseudo-corinzie, di ordine più corto e singole (solo alle estremità sono accoppiate), poggianti su un attico sul quale è dipinta una balaustrata. L'ultima parte è a sua volta articolata in vari corpi di edificazione più recente e privi di caratterizzazione architettonica.